# George William Russell
George William Russell, noto anche con lo pseudonimo di Æ o AE (Lurgan, 10 aprile 1867 – Bournemouth, 17 luglio 1935), è stato uno scrittore e pittore irlandese.
È noto per aver disegnato la bandiera Starry Plough.

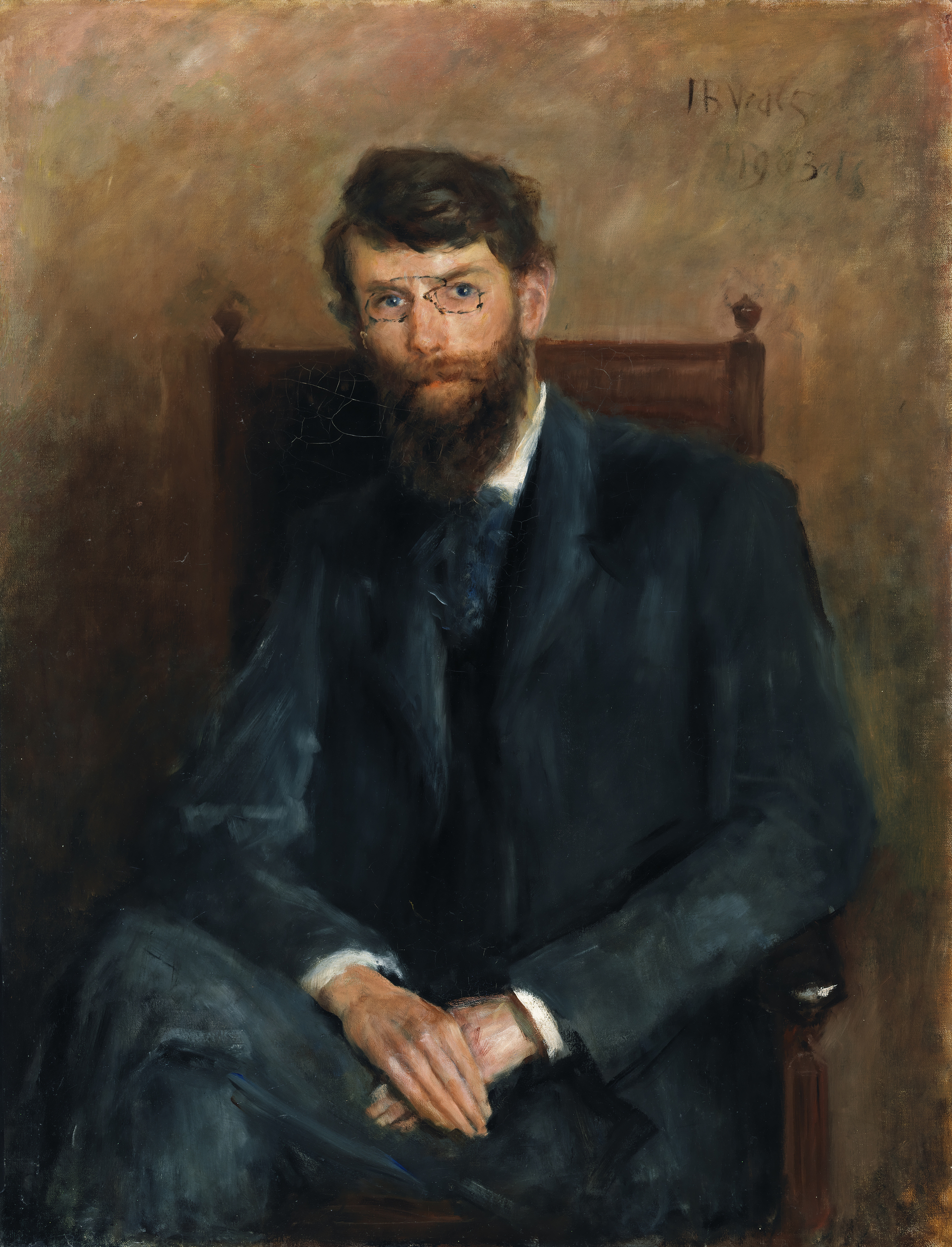
Ritratto di John Butler Yeats